# Shibuya Crossing
Shibuya Crossing (渋谷スクランブル交差点, Shibuya sukuranburu kōsaten, ou carrefour Hachikō) est un carrefour situé dans le quartier de Shibuya à Tokyo au Japon, connu pour ses passages zébrés pour piétons dont l'un en diagonale traverse le centre du carrefour. 

## Histoire
Le projet de construction de la place démarre en 1885.

## Description

Shibuya Crossing
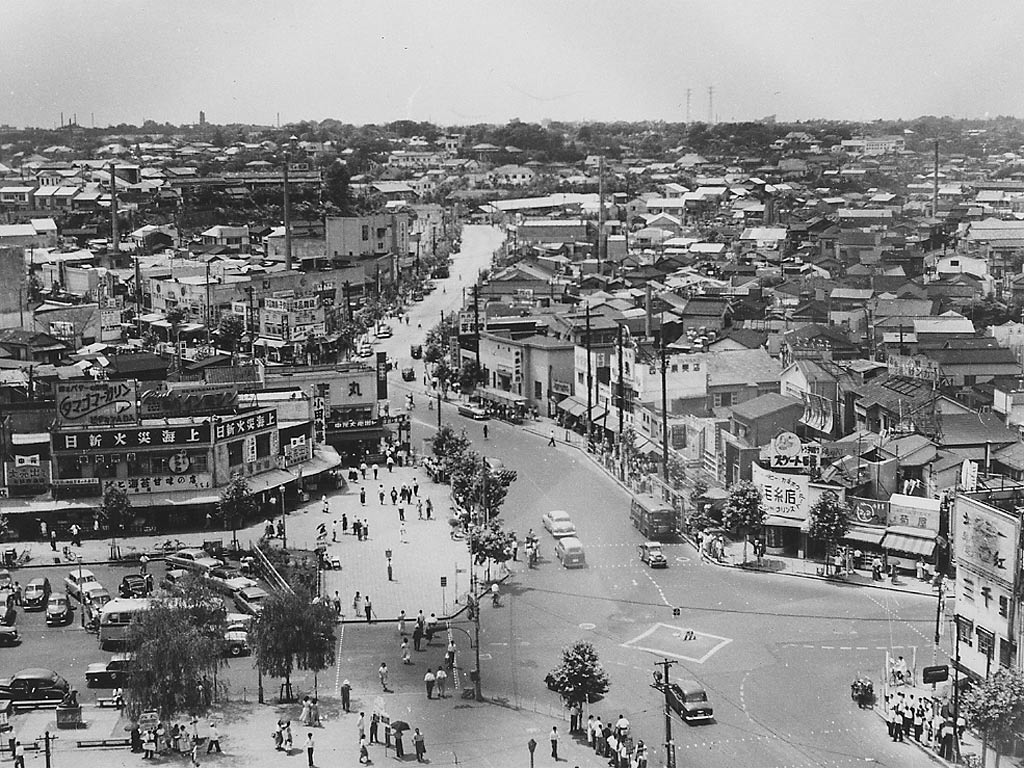
Shibuya Crossing en 1952.
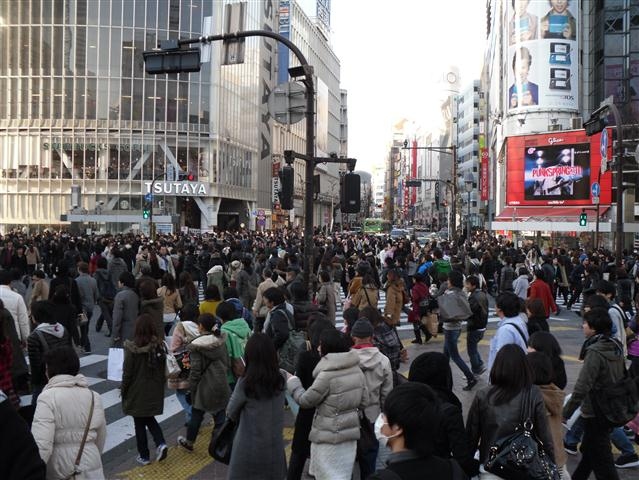
Shibuya Crossing en 2012.
- Shibuya Crossing en 2019.
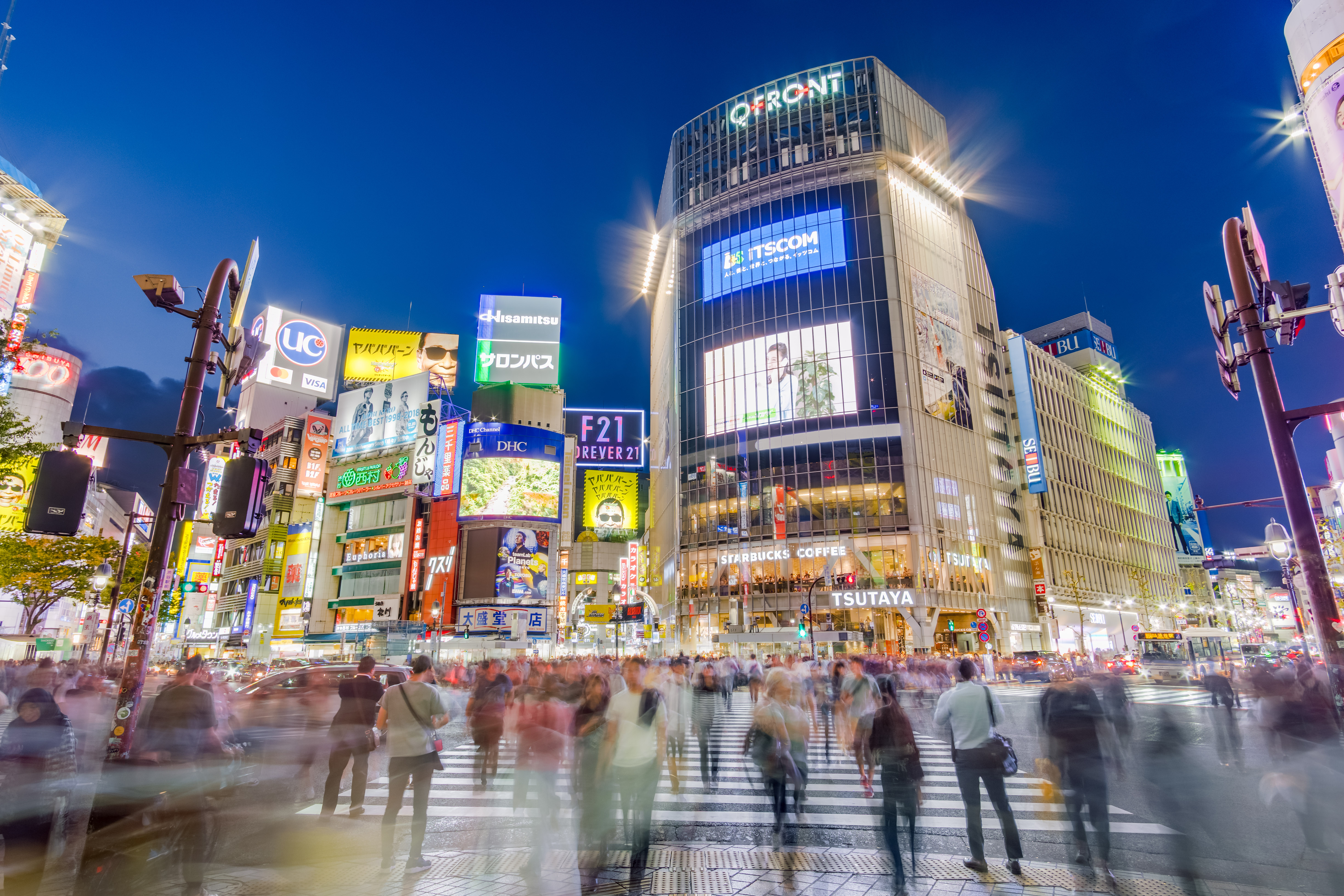
Shibuya Crossing depuis le square d'Hachikō (voir Hachikō), octobre 2018.

Le carrefour est situé en face de la sortie Hachikō de la gare de Shibuya, l'une des plus fréquentées au monde. La statue du chien Hachikō, dressée en 1934 entre celle-ci et l'intersection, est un lieu de rencontre populaire et presque toujours bondé.
Quelque 2,4 millions de personnes traversent la place chaque jour, soit 2 500 personnes qui traversent la place à chaque feu vert pour les piétons.
La circulation des véhicules est complètement arrêtée pendant cinquante-cinq secondes pour permettre aux piétons de traverser l'intersection en toute sécurité. Sur le côté sud-ouest de la gare de Shibuya existe un autre lieu de rencontre populaire autour d'une statue dénommée Moyai. La statue, offerte à Shibuya par les habitants de l'île Nii en 1980, ressemble à un moaï de l'île de Pâques.
Trois écrans de télévision géants fixés sur les façades des bâtiments riverains ainsi que de nombreux panneaux publicitaires dominent le carrefour.

## Dans la culture populaire
Le carrefour de Shibuya est souvent filmé tant pour le cinéma — notamment dans Lost in Translation, Fast and Furious: Tokyo Drift, Tokyo Fiancée, Resident Evil: Afterlife et Resident Evil: Retribution — que pour des séries et émissions de télévision, aussi bien nationales qu'internationales, comme dans Alice in Borderland. À ce titre, il est souvent utilisé comme synecdoque pour Tokyo voire le Japon dans son ensemble.
Du fait de son haute affluence et ses nombreux écrans et panneaux publicitaires, le carrefour est souvent comparé à Times Square à New York. 